# Hugh Barter
Hugh Barter (Nagoya, 15 september 2005) is een Australisch-Japans autocoureur.

## Carrière

### Karting
Barter heeft een Japanse moeder en een Australische vader en is opgegroeid in Melbourne. Hij begon zijn autosportcarrière in het karting op zesjarige leeftijd. Hierin nam hij voornamelijk deel aan nationale competities. In 2019 werd hij kampioen in de KA4-klasse van het kartkampioenschap van de staat Victoria en werd hij in dezelfde klasse tweede in het Australische kartkampioenschap. Ook werd hij in Victoria tweede in de KA3-klasse en werd hij derde in de J-Max-klasse van het Rotax Pro Tour Championship. In 2020 won hij de eerste ronde van het Australische KA2-kampioenschap, voordat de klasse vanwege de coronapandemie werd afgebroken.

### Formule 4
In 2021 maakte Barter de overstap naar het formuleracing en debuteerde hij in het Frans Formule 4-kampioenschap. Hij behaalde direct zijn eerste zege in de openingsronde op het Circuit Paul Armagnac. Ook won hij de seizoensfinale op het Circuit de Nevers Magny-Cours. In de rest van het seizoen stond hij nog zesmaal op het podium. Met 213 punten werd hij achter Esteban Masson tweede in het klassement.
In 2022 reed Barter een dubbel programma in zowel het Frans als het Spaans Formule 4-kampioenschap; in de laatste klasse reed hij bij het team Campos Racing. In zijn eerste race op het Autódromo Internacional do Algarve behaalde hij direct de overwinning. Vervolgens won hij nog twee races op het Motorland Aragón en alle drie de races op het Circuito de Navarra, en behaalde hij nog zeven andere podiumplaatsen. Met 287 punten werd hij achter Nikola Tsolov tweede in de eindstand. In Frankrijk behaalde hij in totaal tien overwinningen, waaronder twee op Nogaro, Magny-Cours, het Circuit de Spa-Francorchamps en het Circuit Ricardo Tormo Valencia. Hij werd echter gehinderd door de reglementen van het kampioenschap, waarin staat dat een coureur niet in aanmerking komt voor punten tijdens races op een circuit waar deze dat jaar al heeft geracet. Spa en Valencia stonden allebei op de Spaanse Formule 4-kalender, dus kon Barter hier geen kampioenschapspunten scoren. Zodoende werd hij met 241 punten tweede in het klassement, achter Alessandro Giusti; hadden al zijn races meegeteld voor het kampioenschap, was hij kampioen geworden.

### Formule 3
In 2023 debuteerde Barter in het FIA Formule 3-kampioenschap, waarin hij zijn samenwerking met Campos voortzette. Twee zesde plaatsen op Silverstone en Spa waren zijn beste resultaten. Hij miste het laatste raceweekend vanwege sponsorproblemen en werd hierin vervangen door Joshua Dufek. Met 14 punten werd hij negentiende in het eindklassement.